# بوبروونگکی (استان پومرانی)
بوبروونگکی (به لهستانی:  Bobrowniki) یک روستا در لهستان است که در گمینا دامنگتسا واقع شده‌است. بوبروونگکی ۸۶۰ نفر جمعیت دارد.